# Eunapius igloviformis
Eunapius igloviformis är en svampdjursart som först beskrevs av Thomas Henry Potts 1884.  Eunapius igloviformis ingår i släktet Eunapius och familjen Spongillidae. Inga underarter finns listade i Catalogue of Life.